# Anders Sandvig
Anders Sandvig (11. maj 1862 - 11. februar 1950) var en norsk tandlæge, der er mest kendt for at have grundlagt frilandsmuseet Maihaugen, et innovativt regionalt etnologisk og arkitekturelt museum i Lillehammer, der dokumenterer folkelig arkitektur i Gudbrandsdalen.